# Katharinaglück
Katharinaglück ist ein Wohnplatz in der Gemeinde Kürten im Rheinisch-Bergischen Kreis.

## Beschreibung und Lage
Katharinaglück liegt zwischen den Ortsteilen Steeg und Miebach an der Wipperfürther Straße. Der Ort stammt ab von der ehemaligen Grube Katharinaglück. Heute steht hier auf der Stollenhalde des früheren Förderstollens das Haus Wipperfürther Straße 171.

## Geschichte
Der Ort ist auf der Topographischen Aufnahme der Rheinlande von 1824 als St. Katharinen Zechenhaus verzeichnet. Ab der Preußischen Neuaufnahme von 1892 ist er auf Messtischblättern regelmäßig als Katharinaglück verzeichnet. Katharinaglück gehörte zu dieser Zeit zur Gemeinde und Bürgermeisterei Kürten im Kreis Wipperfürth.
Im Gemeindelexikon für die Provinz Rheinland von 1888 wird Katharinaglück als Wohnplatz angegeben mit einem Wohnhaus und drei Einwohnern. Im Jahr 1905 zählte der Ort ein Wohnhaus mit drei Einwohnern und gehörte zum Kirchspiel Dürscheid.
1927 wurde die Bürgermeisterei Kürten in das Amt Kürten überführt. In der Weimarer Republik wurden 1929 die Ämter Kürten mit den Gemeinden Kürten und Bechen und Olpe mit den Gemeinden Olpe und Wipperfeld zum Amt Kürten zusammengelegt. Der Kreis Wipperfürth ging am 1. Oktober 1932 in den Rheinisch-Bergischen Kreis mit Sitz in Bergisch Gladbach auf.
1975 entstand aufgrund des Köln-Gesetzes die heutige Gemeinde Kürten, zu der neben den Ämtern Kürten, Bechen und Olpe ein Teilgebiet der Stadt Bensberg mit Dürscheid und den umliegenden Gebieten kam.